# Pinanga pachycarpa
Pinanga pachycarpa är en enhjärtbladig växtart som beskrevs av Karl Ewald Maximilian Burret. Pinanga pachycarpa ingår i släktet Pinanga och familjen Arecaceae.
Artens utbredningsområde är Sumatera. Inga underarter finns listade i Catalogue of Life.